# Кленовице на Хани
Кленовице на Хани (чеш. Klenovice na Hané) је насељено мјесто са административним статусом сеоске општине (чеш. obec) у округу Простјејов, у Оломоуцком крају, Чешка Република.

## Становништво
Према подацима о броју становника из 2014. године насеље је имало 821 становника.